# ام‌وی کلیکتات
ام‌وی کلیکتات (به انگلیسی: MV Klickitat) یک کشتی بود که طول آن ۲۵۶ فوت (۷۸ متر) بود. این کشتی در سال ۱۹۲۷ ساخته شد.